# Чачалака світлоброва
Чачалака світлоброва (Ortalis superciliaris) — вид куроподібних птахів родини краксових (Cracidae).

## Поширення
Ендемік Бразилії. Поширений на північному сході країни на південь від річки Амазонка у штатах Пара, Мараньян, Сеара, Токантінс і Піауї. Населяє чагарники та лісові хащі, в тому числі й у сильно деградованих районах.

## Опис
Чачалака світлоброва є найменшим представником роду Ortalis. Її довжина становить від 42 до 46 см. Маківка, шия і верхня частина грудей сірі, а решта верхньої частини коричнева. Нижня частина грудей і живіт рудувато-коричневого кольору. Центральне пір'я хвоста темно-зелено-коричневе з каштановими кінчиками; зовнішні пера каштанові. Він має помітну світлу брову, якої немає в інших представників роду. Його шкіра обличчя темно-сірого кольору.

## Спосіб життя
Харчується на деревах або на землі, як правило, парами або невеликими зграями. Основою раціону є ягоди та фрукти, хоча він також їсть квіти та листя.